# Marineland Mallorca

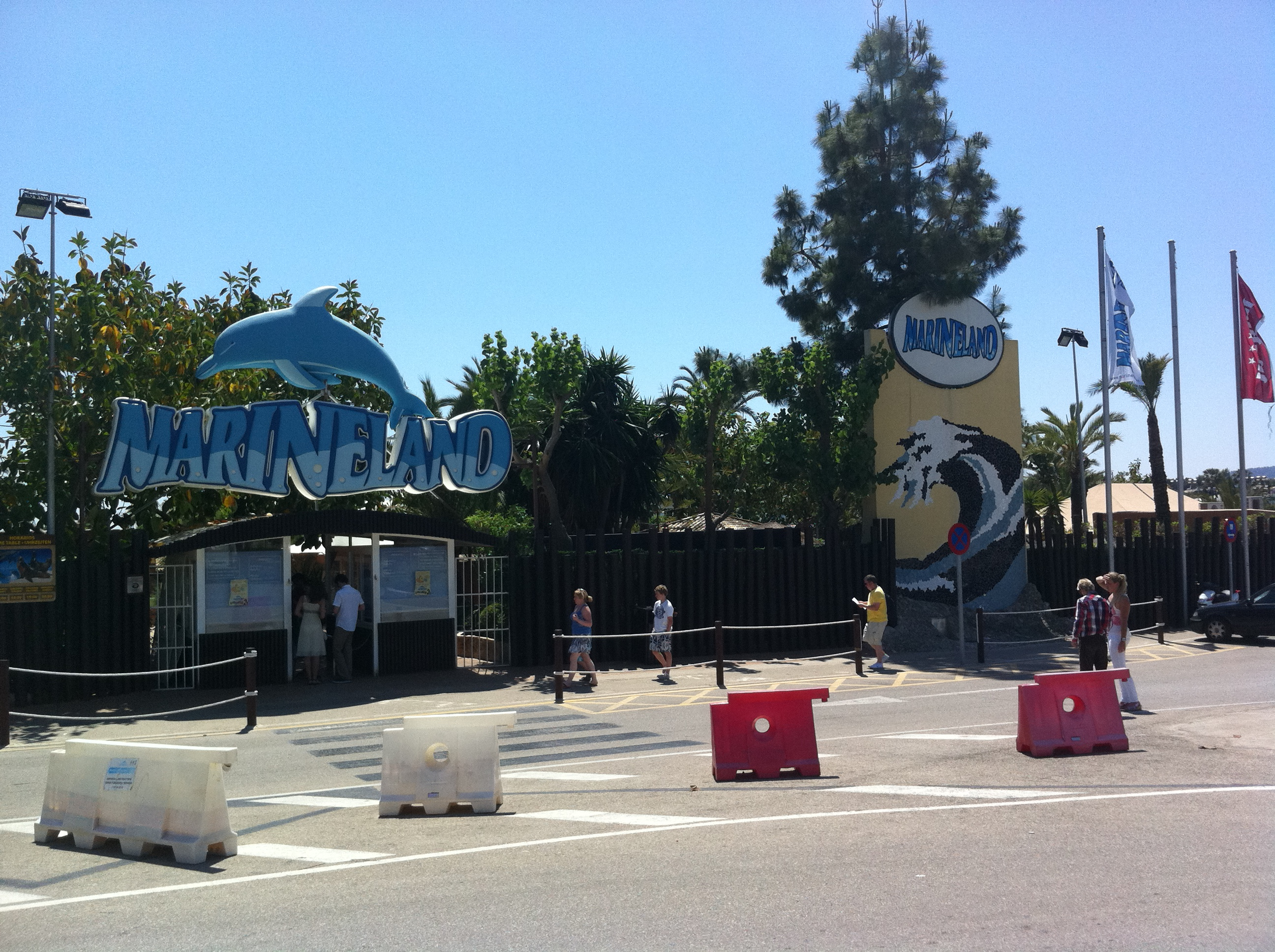
Entrada de Marineland Mallorca

Marineland Mallorca és zoo aquàtic situat a la Costa d'en Blanes, al municipi de Calvià, a Mallorca, que es va inaugurar el 1970. Destaca pels seus espectacles de dofins, lleons marins i papagais. Ubicat a la coneguda platja de Calvià, Marineland és un lloc de diversió per a tota la família. Compta amb rèptils, taurons, pingüins. Té moltes atraccions, com el nou aviari, la nova piscina de ratlles i una visita submarina als dofins.